# Just Like a Pill

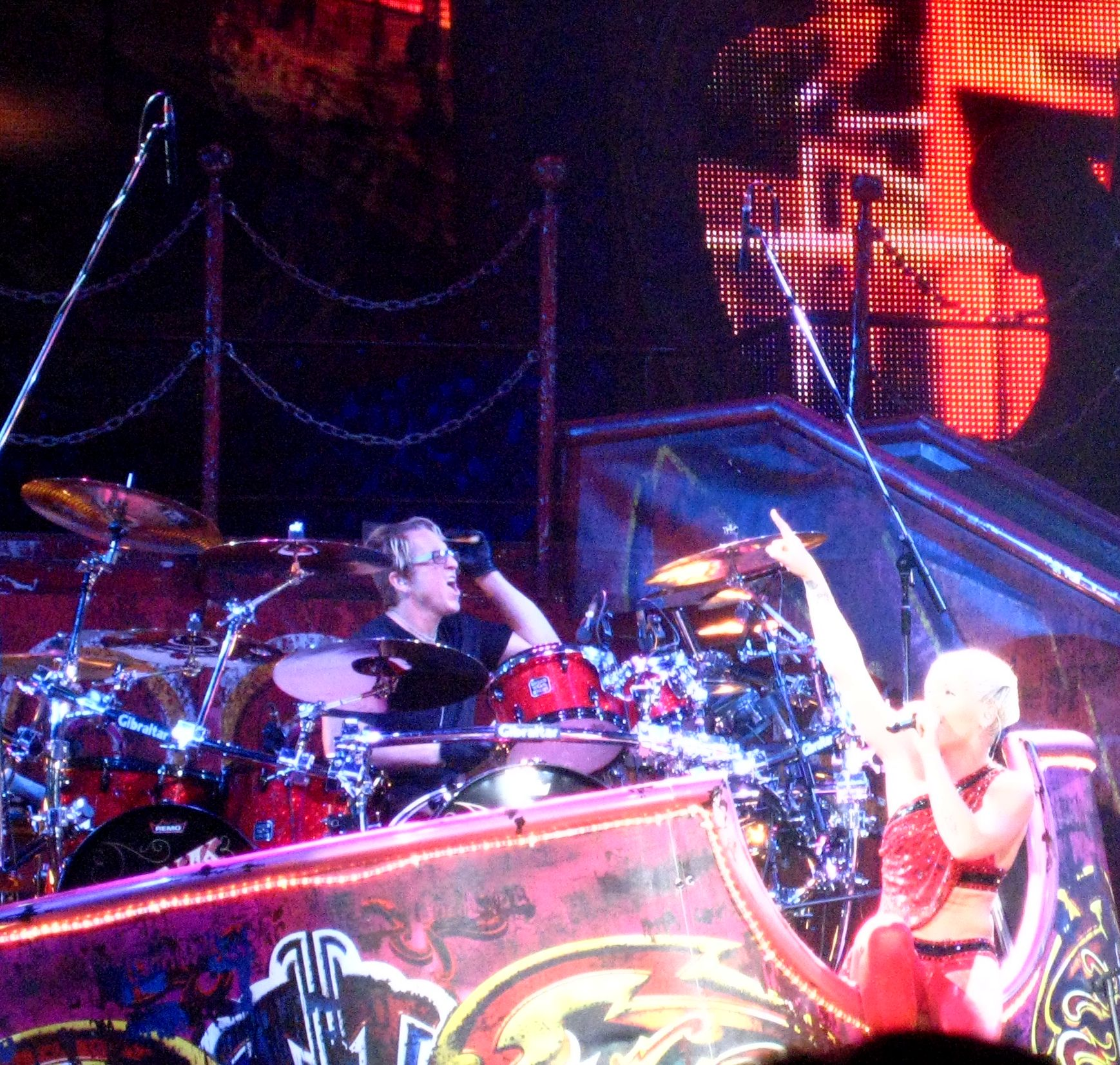
Pink bei einem Liveauftritt mit Just Like a Pill.

Just Like a Pill (englisch für „Einfach wie eine Pille“) ist ein Lied der US-amerikanischen Pop-Rock-Sängerin Pink aus dem Jahr 2001.

## Entstehung und Veröffentlichung
Das Lied wurde von der Interpretin selbst, zusammen mit Dallas Austin, geschrieben beziehungsweise komponiert. Austin zeichnete darüber hinaus für die Produktion verantwortlich.
Die Erstveröffentlichung von Just Like a Pill erfolgte als Teil von Pinks zweitem Studioalbum Missundaztood am 20. November 2001. Am 10. Juni 2002 erschien das Lied zunächst als Airplay, bevor es am 16. September 2002 als dritte Single des Albums ausgekoppelt wurde.

## Inhalt
Das Lied beschreibt aus der Egoperspektive die Folgen einer Überdosierung: („I think I took too much“ – Ich denke, ich habe zu viel genommen). Der Liedtext ist autobiografisch, denn die Sängerin berichtete in Interviews von ihrem starken Drogenkonsum. An Thanksgiving 1995, vor Beginn ihrer Karriere, kam es zu einer Überdosis.

“That’s part of who I am but I’m not as self-destructive as I used to be. I’ve done it so I’m not curious about it.”

„Das ist ein Teil von mir, aber ich bin nicht mehr so selbstzerstörerisch wie früher. Ich habe es getan, daher bin ich nicht mehr neugierig darauf.“

Das im Songtext genannte Analgetikum („I can't stay on your morphine, cuz it's making me itch“ – Ich kann nicht bei deinem Morphin bleiben, denn es lässt mich nach mehr verlangen) wird auch als Metapher für falsche Erwartungen in einer Beziehung verwendet, wenn sich die Sängerin direkt an eine Person wendet („And I swear you’re just like a pill / Instead of makin’ me better, you keep makin' me ill“ – Und ich schwöre, Du bist einfach wie eine Pille / Anstatt dass es mir besser geht, machst Du mich nur weiter krank).

## Musikvideo
Das dazugehörige Musikvideo entstand unter der Regie von Francis Lawrence. Bis August 2023 zählte es über 162 Millionen Aufrufe bei YouTube.

## Kommerzieller Erfolg

### Chartplatzierungen
| ChartsChartplatzierungen       | Höchstplatzierung | Wochen |
| ------------------------------ | ----------------- | ------ |
| Deutschland (GfK)              | 2 (15 Wo.)        | 15     |
| Österreich (Ö3)                | 2 (20 Wo.)        | 20     |
| Schweiz (IFPI)                 | 6 (27 Wo.)        | 27     |
| Vereinigte Staaten (Billboard) | 8 (20 Wo.)        | 20     |
| Vereinigtes Königreich (OCC)   | 1 (11 Wo.)        | 11     |

| ChartsJahrescharts (2002)      | Platzierung |
| ------------------------------ | ----------- |
| Deutschland (GfK)              | 57          |
| Österreich (Ö3)                | 33          |
| Schweiz (IFPI)                 | 50          |
| Vereinigte Staaten (Billboard) | 43          |
| Vereinigtes Königreich (OCC)   | 42          |

### Auszeichnungen für Musikverkäufe
| Land/Region                  | Auszeichnungen für Musikverkäufe (Land/Region, Auszeichnung, Verkäufe) | Verkäufe  |
| ---------------------------- | ---------------------------------------------------------------------- | --------- |
| Australien (ARIA)            | 2× Platin                                                              | 140.000   |
| Kanada (MC)                  | Platin                                                                 | 80.000    |
| Neuseeland (RMNZ)            | Platin                                                                 | 30.000    |
| Norwegen (IFPI)              | Gold                                                                   | 5.000     |
| Österreich (IFPI)            | Gold                                                                   | 15.000    |
| Vereinigte Staaten (RIAA)    | —                                                                      | 483.000   |
| Vereinigtes Königreich (BPI) | Platin                                                                 | 762.000   |
| Insgesamt                    | 2× Gold · 5× Platin ·                                                  | 1.515.000 |

Hauptartikel: Pink (Musikerin)/Auszeichnungen für Musikverkäufe